# Oldřich Fejfar

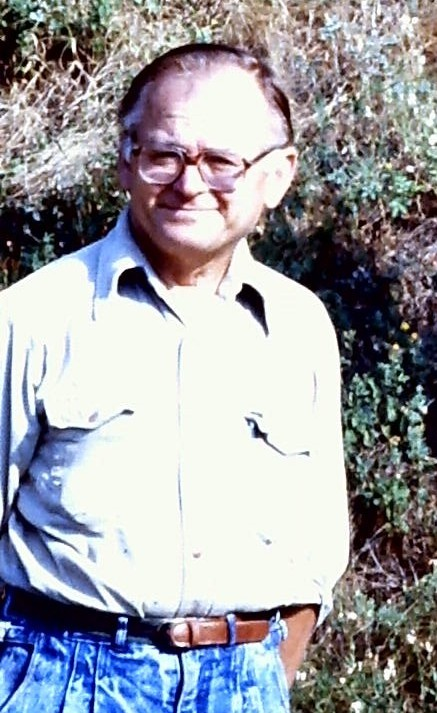
Oldřich Fejfar (1990)

Oldřich Fejfar (* 8. Januar 1931 in Prag; † 4. Oktober 2023 ebenda) war ein tschechischer Paläontologe.

## Leben
Fejfar studierte ab 1949 Geologie, Paläontologie, Zoologie und Anthropologie an der Karls-Universität Prag, unter anderem bei den Professoren Josef Augusta und Zdeněk V. Špínar. Er wurde über jungpliozäne Säuger der Slowakei promoviert. Ab 1954 war er am Tschechoslowakischen Geologischen Dienst (Geologisches Institut) in Prag, wo er bis 1991 blieb. 1969 bis 1971 war er mit einem Humboldt-Stipendium an der Universität München. Ab 1992 war er ordentlicher Professor an der Karls-Universität Prag, wo er 1996 emeritierte.
Er befasste sich insbesondere mit fossilen Säugetieren des Tertiär und Quartär und der Verwendung von Säugetierfossilresten (insbesondere kleiner Nagetiere) in der Stratigraphie. Er nahm unter anderem an Expeditionen nach Kuba (1966), Ecuador (1985), Wyoming, Arizona, der Mongolei, China und in die Sahara teil. Er war zu Forschungsaufenthalten an zahlreichen Museen und Universitäten weltweit.
2001 wurde er korrespondierendes Mitglied der Paläontologischen Gesellschaft. 1995 erhielt er die Silbermedaille der Karls-Universität Prag. Er war korrespondierendes Mitglied der Senckenbergischen Gesellschaft (1996). 2009 wurde er Ehrenmitglied der Society of Vertebrate Paleontology.
Er starb am 4. Oktober 2023 im Alter von 92 Jahren in Prag.

## Schriften
- Vom Trilobiten zum Menschen, 1980 (tschechisch)
- Die versteinerte Vergangenheit, Albatros, Prag 1990 (tschechisch)
- mit Gerhard Storch: Das Nagetier von Valeč-Waltsch in Böhmen : ein historischer fossiler Säugetierfund, Münchner Geowissenschaftliche Abhandlungen, Band 26, 1994